# Amerykanie pochodzenia egipskiego
Amerykanie pochodzenia egipskiego – obywatele lub rezydenci Stanów Zjednoczonych, których przodkowie pochodzą z Egiptu, bądź też imigranci z tego kraju. Według danych Amerykańskiego Biura Cenzusowego z 2007 roku, w Stanach Zjednoczonych żyje 194 932 przedstawicieli tej społeczności. Inne źródła twierdzą natomiast iż są to dane znacznie zaniżone, gdyż samych Koptów (egipscy chrześcijanie), według różnych ocen, jest w USA od 700 000 do
1 000 000 (niektóre źródła twierdzą nawet że do około dwóch milionów). Tak mała liczba deklaracji pochodzenia egipskiego może być spowodowana właśnie tym, iż większość osób wywodzących się z tego kraju czuje przynależność przede wszystkim do swojej grupy etnicznej i religijnej.
Większość Amerykanów pochodzenia egipskiego wyznaje chrześcijaństwo, są to wierni Koptyjskiego Kościoła Ortodoksyjnego. W samym Egipcie chrześcijanie są jednak mniejszością, nie większą niż 10–15% populacji. Duże społeczności egipskich Amerykanów zamieszkują Wirginię, Florydę i Waszyngton. Jeśli chodzi o miasta to Nowy Jork, New Jersey, Filadelfia, San Francisco i Los Angeles mają liczne społeczności egipskie.